# Slatina-Timiș
Slatina-Timiș è un comune della Romania di 3105 abitanti, ubicato nel distretto di Caraș-Severin, nella regione storica del Banato.
Il comune è formato dall'unione di 4 villaggi: Ilova, Sadova Nouă, Sadova Veche, Slatina-Timiș.